# Hydrellia canzonerii
Hydrellia canzonerii är en tvåvingeart som beskrevs av Tadeusz Zatwarnicki 1988. Hydrellia canzonerii ingår i släktet Hydrellia och familjen vattenflugor.
Artens utbredningsområde är Sierra Leone. Inga underarter finns listade i Catalogue of Life.